# Alhóndiga (Bilbau)
A Alhóndiga Municipal de Bilbao é um centro de recreio, desporto e cultura situado em Bilbau, a capital da Biscaia, País Basco Espanha. O edifício deve o seu nome à sua função original: um armazém de vinho (em castelhano: alhóndiga). Foi construído entre 1905 e 1909 segundo um projeto de Ricardo Bastida, marcando uma nova ideia de edifício, pela sua implantação, ocupando a totalidade de um dos quarteirões do novo ensanche, e pela sua construção, na qual foram empregues técnicas inovadoras do ponto de vista estrutural, sendo um dos primeiros exemplos do uso de betão armado em arquitetura pública. Desde dezembro de 1998 que está classificado como Bem de Interesse Cultural.
Em 1919 sofreu um incêndio e foi depois restaurado. Fechado durante muito tempo, nos anos 1980 considerou-se adaptá-lo para um centro cultural com a participação de Jorge Oteiza, mas o projeto nunca se chegou a concretizar e pouco depois surgiu um alternativo: o do Museu Guggenheim, o que motivou críticas de Oteiza e o início duma controvérsia que só se extinguiu ante o inusitado êxito do novo museu de arte.
A Alhóndiga acabou por ser reformada como um centro cívico polivalente com a intervenção do designer Philippe Starck, o qual foi inaugurado a 18 de maio de 2010. As obras custaram cerca de 75 milhões de euros e foram iniciadas em 2010 com a demolição da estrutura interior, mantendo-se a fachada. No interior foram construídos três cubos gigantescos forrados de ladrilho e apoiados em 43 colunas. Numa área total de 43 000 m² existem salas de cinema, auditório, biblioteca, sala de exposições, ginásio, piscina, loja, restaurantes e um estacionamento subterrâneo.